# لیدردورپ
لیدردورپ (به هلندی: Leiderdorp) یک منطقهٔ مسکونی در هلند است که در هلند جنوبی واقع شده‌است. لیدردورپ ۰ متر بالاتر از سطح دریا واقع شده‌است.

## نگارخانه

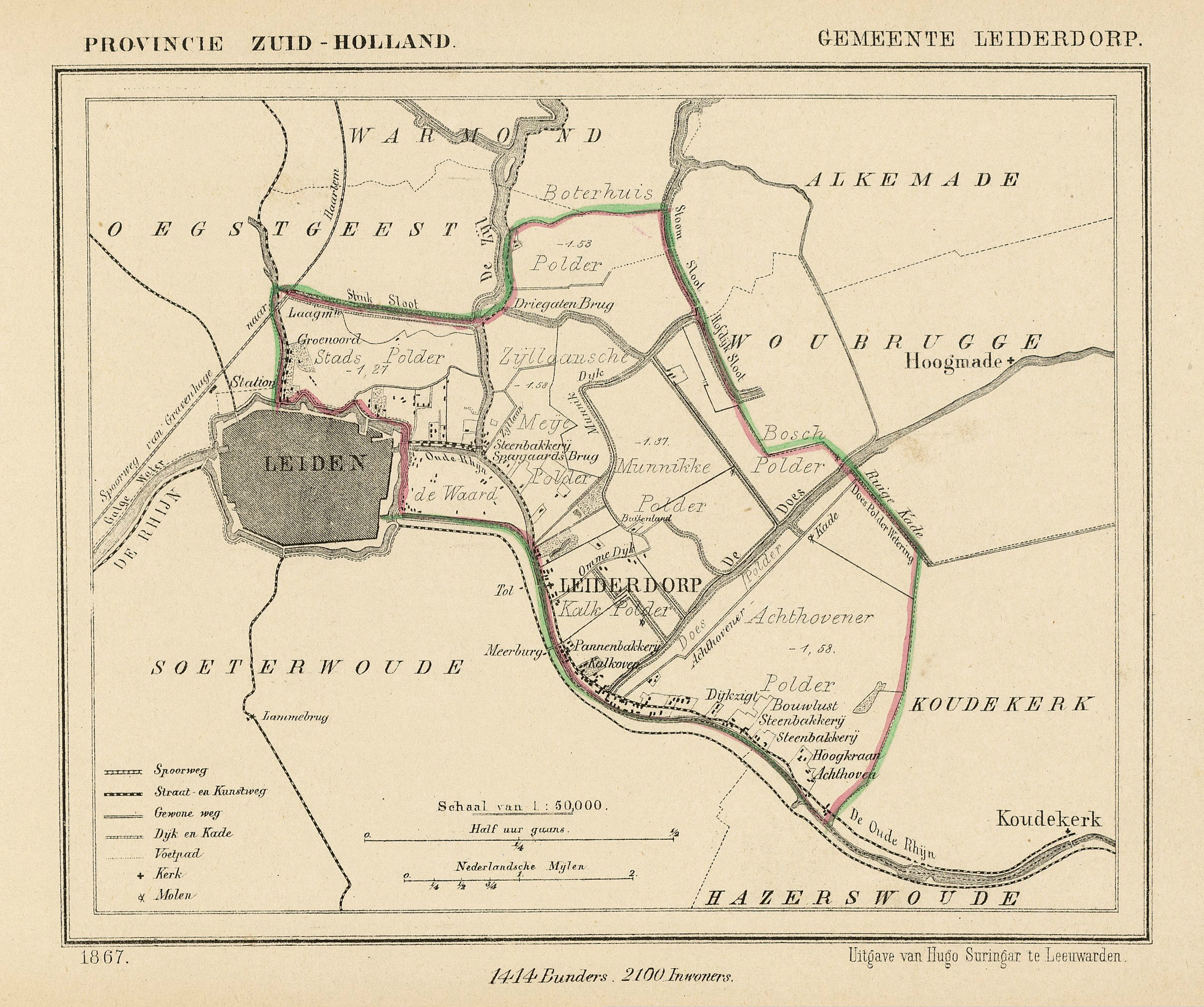
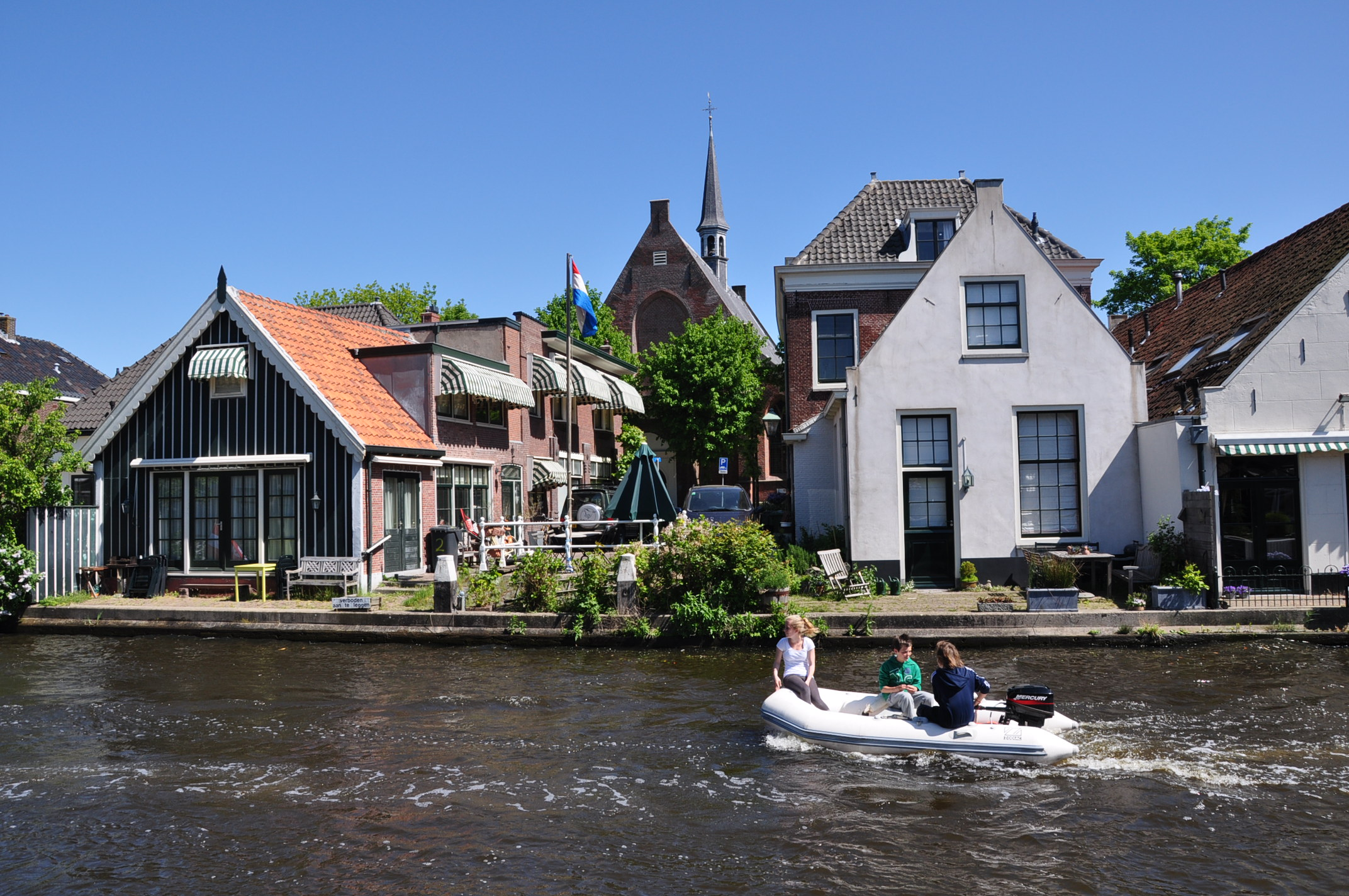
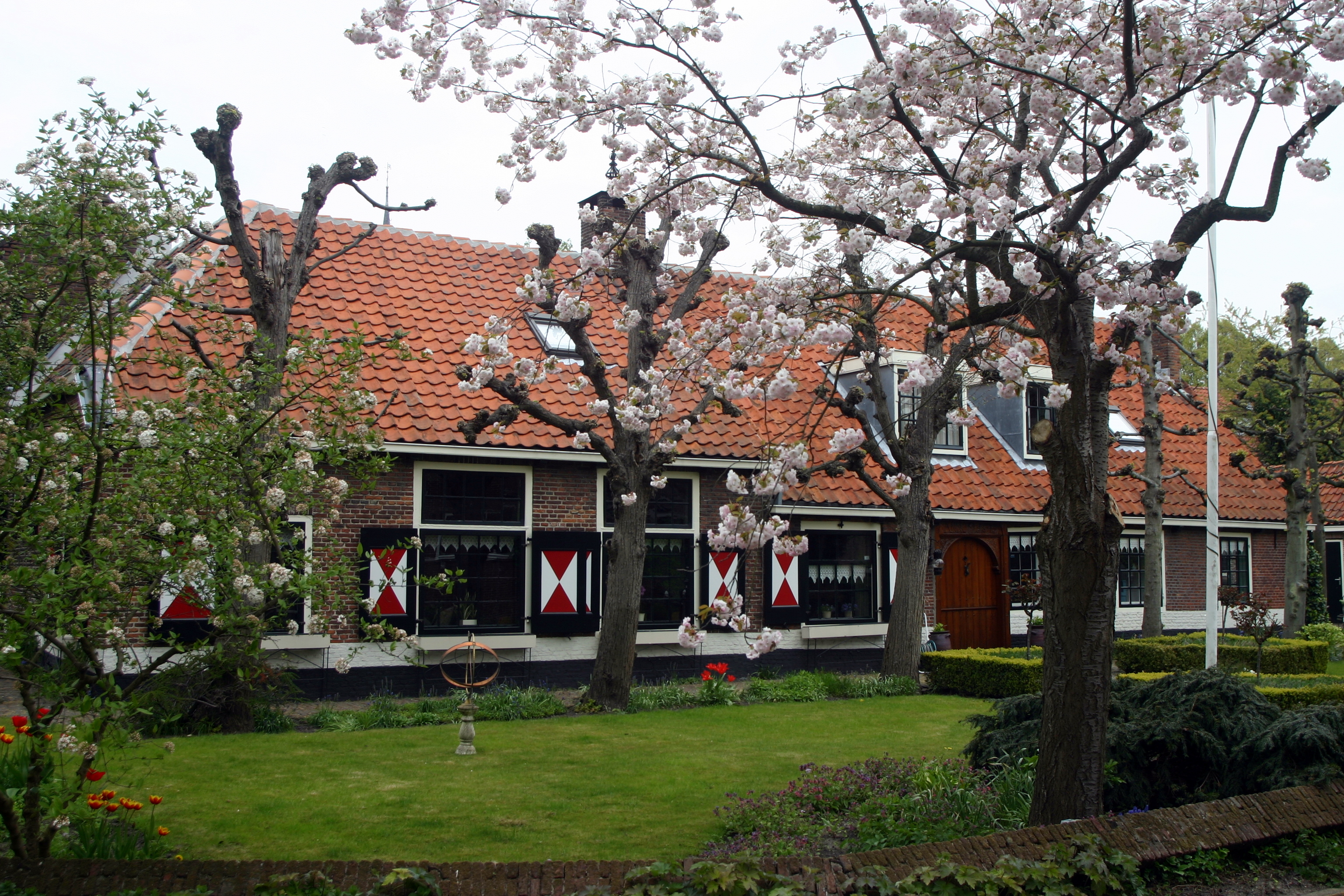
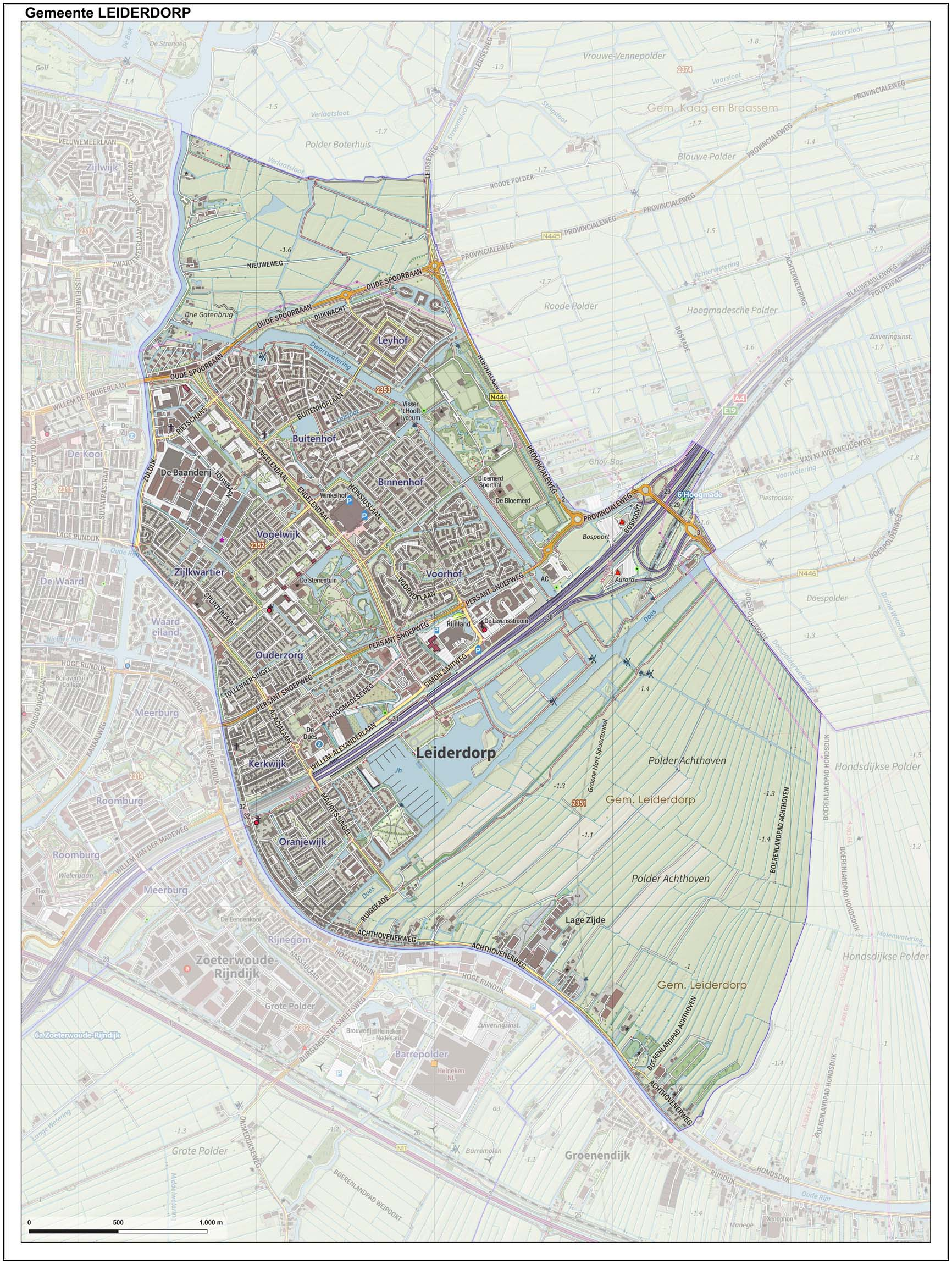